# Paraleprodera corrugata
Paraleprodera corrugata är en skalbaggsart som beskrevs av Stefan von Breuning 1935. Paraleprodera corrugata ingår i släktet Paraleprodera och familjen långhorningar. Inga underarter finns listade i Catalogue of Life.